# 烏須弗
烏 須弗（う すふつ、生没年不詳）は、渤海国の人物。第8次渤海使の大使。

## 記録
烏須弗の名前が登場するのは、『続日本紀』の以下の箇所のみである。
宝亀4年（773年）6月に第8次渤海使として船1艘で能登国に到着。部下を遣わしての能登国司の勘問に対して、書面をもって、以下のように答えた。
「渤海と日本は久しく善隣友好の関係にあり、往来して朝貢すること、兄のようであり、弟のようであります。近年、日本使節の内雄（高内弓）が渤海国に留まり、音声（おんしょう）を学んで本国に帰りました。今、10年を経ましたが、未だ安否を報告してきません。これによって、大使の壱万福らを差し向けて、日本国に遣わして、朝廷に参上させることになりました。そろそろ4年になりますが、未だ本国へは帰ってきません。さらに大使烏須弗ら40人を遣わして、直接詔を承りたいです。更にほかのことはないです。持ってきた進物と表書はともに船の中にあります」。
壱万福は前年9月に出航したものの、暴風雨に遭い、能登国に漂着している。その後、宝亀4年10月に、送使の武生鳥守が高麗（渤海）より帰国したという記述があるため、恐らく壱万福の再出発後に入れ違いになってしまったものと思われる。
また、ここで壱万福の来日を、高内弓の安否と結びつけているのは不自然であり、朝貢貿易の修好のために来日したものと思われる。壱万福とのやりとりの中には勿論、その後の烏須弗への朝廷の返事の中にも高内弓の安否を尋ねる言葉は出てきていない。
太政官は「先に壱万福の差し出した国書が驕慢であり、その旨を告げて退去させているのに、このたび能登国の国司が言上した国書でも礼儀にかなっていないと言っている。これによって、朝廷には召さずに本国へ帰らせることにする。ただし、上表文と函が違うのは使節たちの責任ではなく、また旅の労苦を憐れんで俸禄と食糧を支給して退去させることにする。また、渤海使がこの北路をとって来朝することは、『承前禁断』（従来より禁止）している。今よりのち、もとのためしによって、筑紫道から来朝すべきである」と宣告した。
ここで、「承前禁断」とあるが、いつからそうなっていたのかは不明である。この太政官処分は宝亀8年（777年）1月の史都蒙との会話にも見え、高句麗時代のことを想定したものと思われ、日本の海外交渉の窓口を大宰府に一本化せよ、ということなのだと考えられる。職員令69「大宰府条」・70「大国条」にも蕃客を扱うのは大宰府のほかに、壱岐国・対馬国・日向国・薩摩国・大隅国のみとなっている。だが、当時新羅と対立していた渤海には承服できることではなく、結果として延暦23年（804年）6月に能登客院を建造し、日本海沿岸への来着を認めている。
烏須弗にまつわる記録は以上である。